# 磁小体
磁小体（英語：Magnetosome）是原核生物趋磁细菌的一种膜状细胞结构，包含有15到20个磁鐵晶体现成的指南针状结构，使细菌能感应地磁场，从而能更好地达到微需氧环境。其中每个磁性晶体都由脂双层分子包裹，膜上还有特定的跨膜蛋白。最近的研究表明，这些膜来自于内膜的内陷而非独立的囊泡。此外，磁小体也在真核的趋磁藻类（magnetotactic algae）中发现，每个细胞拥有几千个磁小体。